# Kallsøyna
Ne doit pas être confondu avec Kallsøyna (Fjell).
Kallsøyna est une île norvégienne du comté de Hordaland appartenant administrativement à Ågotnes.

## Description
Rocheuse et désertique, elle s'étend sur environ 900 m de longueur pour une largeur approximative de 434 m. 